# 缺口程機票
缺口程機票（英語：Open-jaw ticket），也稱開口程機票，是一種特殊的雙程機票，依其去程與回程之起降地是否相同分爲以下三類：
- 目的地開口：去程的降落地與回程的起飛地不同。例如乘客去程由紐約飛往柏林，返程不從柏林起飛而從巴黎飛回紐約；乘客從柏林至巴黎的行程可以是經地面交通，也可以是通過另一張機票（不在同一個訂單裏）。
- 出發地開口：去程的起飛地與回程的降落地不同。例如去程由東京飛往紐約，返程從紐約飛往大阪而非東京。
- 雙開口：去程的降落地與回程的起飛地不同，去程的起飛地與回程的降落地也不同。例如去程由紐約飛往三藩市，返程從洛杉磯經丹佛飛往費城。

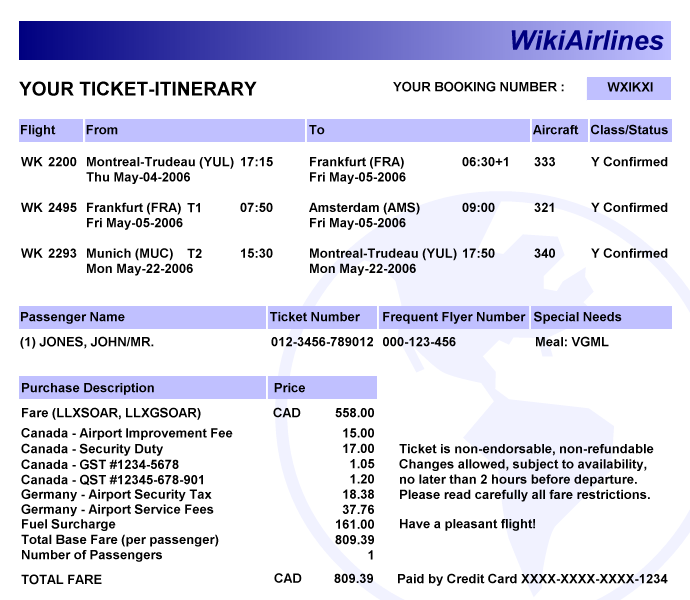
一個含有缺口程的機票訂單示例，乘客去程由蒙特利爾經法蘭克福飛往阿姆斯特丹，返程由慕尼黑飛往蒙特利爾

## ARNK
缺口程在航空公司和代理的全球分銷系統中顯示“ARNK”（即arrivial unknown，發音為arunk）代碼，例如以下行程：
- Segment 1: 11-NOV: SFO/IAD（三藩市至華盛頓）
- Segment 2: ARNK:   Arrival Unknown or Surface Transportation from IAD to PHL（未知航班或地面交通）
- Segment 3: 15-NOV: PHL/SFO（費城至三藩市）

## 引用
1. ↑  . 全日空.
2. ↑  . 美國信用卡指南.   [2022-07-04].
3. ↑  林扁. . FlyAsia. 2022-11-30  [2023-11-08]. （原始内容存档于2023-11-29） （中文（臺灣））.